# باتريك فيرنر
باتريك فيرنر (بالسويدية: Patrik Werner)‏ هو لاعب كرة قدم ومدرب كرة قدم سويدي، ولد في 16 مارس 1976 في السويد. لعب مع نادي كارلسكوغا ‏.